# Gerardo Calero
Gerardo Calero Llanes (Buga, Valle del Cauca, 12 de noviembre de 1955) es un actor y caricaturista colombiano.

## Biografía

### Carrera
Gerardo Calero estudió dibujo en la Escuela Popular de Arte en Cali. Luego tomó cursos de arte dramático en el Instituto Departamental de Bellas Artes de la misma ciudad. Una vez terminados sus estudios, se estableció en Bogotá e ingresó al mundo de la actuación en los años 1980.
Ha participado en películas como Rosario Tijeras (2005), Amar y vivir, Visa USA, Nelly, y en cortometrajes como La taza de té de papá, La puerta falsa y Ella, el chulo y el atarván.

### Vida personal
Estuvo casado con la actriz Vicky Hernández, unión de la que nació su hijo Juan Sebastián Calero.

## Filmografía

### Televisión
| Año       | Título                             | Personaje                      |
| --------- | ---------------------------------- | ------------------------------ |
| 2025      | Nuevo rico, nuevo pobre            | Emilio De La Iglesia           |
| 2023      | Ana de nadie                       | Arturo Sampedro                |
| 2022      | Hasta que la plata nos separe      | Sergio Nicholls                |
| 2022      | Arelys Henao: canto para no llorar | Henry Quintero                 |
| 2021      | El Cartel de los Sapos: el origen  | Jimmy                          |
| 2021      | Fábulas del confinamiento          | Bruno Krauss                   |
| 2020-2025 | La venganza de Analía              | Mariano Ortega                 |
| 2020      | La Nocturna 2                      | Dr. López                      |
| 2019      | Relatos Retorcidos: Dr. Russi      | Dr. Juan Roel                  |
| 2018-2019 | Maria Magdalena                    | Elihu                          |
| 2018-2019 | La ley del corazón                 | Juez                           |
| 2017      | Infieles                           | Ep: La Rusa                    |
| 2017      | Sin senos sí hay paraíso 2         | Gobernador                     |
| 2017      | Sobreviviendo a Escobar, alias JJ  | Dr. Ospina                     |
| 2017      | El Comandante                      |                                |
| 2017      | La Nocturna                        | Dr. López                      |
| 2017      | Polvo carnavalero                  | Aristóteles Nepomuceno Urrutia |
| 2017      | Venganza                           |                                |
| 2016      | La ley del corazón                 | Juez                           |
| 2016      | En la boca del lobo                | Ricardo Salgado padre          |
| 2016      | Sinú, río de pasiones              | Doctor Samper (Psicólogo)      |
| 2016      | Contra el tiempo                   | Juez Infante                   |
| 2015-2016 | Anonima                            | Dr. Rodrigo Poveda             |
| 2014      | Niche                              | Profesor Humberto Calvera      |
| 2014      | Dr. Mata                           | Juez Hermenegildo Gordillo     |
| 2013      | Alias el Mexicano                  | Fabio Ochoa Restrepo N°2       |
| 2013      | Comando Élite                      | General César Augusto Roca     |
| 2012      | El Capo 2                          | El Presidente de la República  |
| 2010-2011 | Chepe Fortuna                      | Bruno Conrado                  |
| 2009-2010 | El Capo                            | El Presidente de la República  |
| 2009      | Regreso a la guaca                 | General Cabal                  |
| 2008-2009 | La Pasión según nuestros días      | Héctor                         |
| 2008-2009 | El último matrimonio feliz         | Doctor Gabriel Sánchez         |
| 2007-2008 | Nuevo rico, nuevo pobre            | Emilio De La Iglesia           |
| 2007      | Mujeres asesinas                   | Marcos                         |
| 2004-2005 | Todos quieren con Marilyn          | Enrique Pachón                 |
| 2003      | La jaula                           | Harold                         |
| 2001      | Amor a mil                         | Rodrigo Villa                  |
| 2001-2003 | Pedro el escamoso                  |                                |
| 1999-2000 | ¿Por qué diablos?                  | Justo Hernández                |
| 1999      | Divorciada                         | Javier                         |
| 1998      | El amor es más fuerte              | Eliseo                         |
| 1997      | Dos mujeres                        | Tomás Urdaneta                 |
| 1996      | La viuda de Blanco                 | Hipólito Rebollo               |
| 1995      | Hombres de honor                   |                                |
| 1995      | Cara o sello, dos rostros de mujer | Mario Robledo                  |
| 1994      | Amanda, tortas y suspiros          |                                |
| 1993      | Crónicas de una generación trágica | Sastre                         |
| 1992      | Los motivos de Lola                |                                |
| 1990      | La casa de las dos palmas          | Doctor Morales                 |
| 1989      | Amar y vivir                       |                                |
| 1988      | Los pecados de Inés de Hinajosa    | Juan Ruiz Cabeza de Vaca       |
| 1986      | El Divino                          |                                |
| 1986      | Visa USA                           | Felmo                          |
| 1986      | Ella, el chulo y el atarvan        | Rogelio                        |
| 1984      | Nelly                              |                                |
| 1984      | Don Chinche                        |                                |

## Premios y nominaciones

### Premios TVyNovelas
| Año  | Categoría                            | Telenovela o Serie | Resultado |
| ---- | ------------------------------------ | ------------------ | --------- |
| 2015 | Mejor actor antagónico de telenovela | Niche              | Nominado  |